# فضائي: القيامة
ايليناز: رازوراكشنز (بالإنجليزية: Alien: Resurrection)‏ ، هي فيلم أمريكي من نوع رعب وأكشن، أنتجت عام 1997م.

## مصدر
1. ↑  "alien resurrection". بوكس أوفيس موجو. مؤرشف من الأصل في 2019-02-26.

## وصلات خارجية
- فضائي: القيامة على موقع IMDb (الإنجليزية)
- فضائي: القيامة على موقع ميتاكريتيك (الإنجليزية)
- فضائي: القيامة على موقع روتن توميتوز (الإنجليزية)
- فضائي: القيامة على موقع نتفليكس (الإنجليزية)
- فضائي: القيامة على موقع قاعدة بيانات الأفلام العربية
- فضائي: القيامة على موقع ألو سيني (الفرنسية)
- فضائي: القيامة على موقع Turner Classic Movies (الإنجليزية)
- فضائي: القيامة على موقع أول موفي (الإنجليزية)
- فضائي: القيامة على موقع بوكس أوفيس موجو (الإنجليزية)
- فضائي: القيامة على موقع فيلمافينيتي (الإسبانية)